# Ben Olsen
Pour les articles homonymes, voir Olsen.
Benjamin Robert « Ben » Olsen, né le 3 mai 1977 à Harrisburg (Pennsylvanie, États-Unis), est un joueur international américain de soccer qui joue au poste de milieu de terrain avant de se reconvertir dans la fonction d'entraîneur. Il dirige actuellement le Dynamo de Houston en MLS.

## Biographie

### En club
Le 8 novembre 2022, il est nommé entraîneur du Dynamo de Houston et fait son retour en Major League Soccer deux ans après avoir quitté D.C. United.

### En équipe nationale
Il obtient sa première sélection le 6 novembre 1998 à l’occasion d’un match contre l'équipe d'Australie.
Olsen participe à la Coupe du monde 2006 avec l'équipe des États-Unis.

## Palmarès

### En tant que joueur
États-Unis
- Vainqueur de la Gold Cup en 2005

 D.C. United
- Vainqueur de la Coupe des champions de la CONCACAF en 1998
- Vainqueur de la Copa Interamericana en 1998
- Vainqueur de la Coupe MLS en 1999 et 2004
- Finaliste de la Coupe MLS en 1998
- Vainqueur du Supporters' Shield en 1999, 2006 et 2007
- Vainqueur de la Coupe des États-Unis en 2008
- Finaliste de la Coupe des États-Unis en 2009

### En tant qu'entraîneur
D.C. United
- Vainqueur de la Coupe des États-Unis en 2013

### Distinctions personnelles
- Meilleur jeune joueur de l'année en MLS en 1998
- Trophée d'homme du match de la Coupe MLS en 1999
- Trophée de l'entraîneur de l'année en MLS en 2014